# 10989 Dolios
10989 Dolios è un asteroide troiano di Giove del campo greco. Scoperto nel 1973, presenta un'orbita caratterizzata da un semiasse maggiore pari a 5,1698741 UA e da un'eccentricità di 0,0861255, inclinata di 10,58051° rispetto all'eclittica.
L'asteroide è dedicato a Dolio, servo a casa di Laerte.